# Хайоєв Ізатулло Хайоєвич
Ізатулло Хайоєвич Хайоєв (тадж. Іззатулла Ҳаёевіч Ҳаёев, 22 червня 1936, кишлак Ходжаісхок, Кулябська нохія, Таджицька РСР,  СРСР — 25 квітня 2015, Душанбе, Таджикистан) — радянський і таджицький державний діяч, голова Ради міністрів Таджицької РСР (з 4 січня 1986 по 30 листопада 1990), прем'єр-міністр Таджикистану (1991—1992). Кандидат у члени ЦК КПРС у 1986—1990 роках. Член ЦК КПРС у 1990—1991 роках. Депутат Верховної Ради СРСР 11-го скликання. Народний депутат СРСР (1989—1991).

## Життєпис
Народився 22 червня 1936 року в родині дехканина в кишлаку Ходжаісхок, Кулябська нохія, Таджицька РСР.
У 1954 році закінчив Сталінабадський фінансово-кредитний технікум.
У 1954—1956 роках — старший ревізор фінансового відділу Гармського облвиконкому, завідувач фінансового відділу виконавчого комітету Новабадської міської ради депутатів трудящих Таджицької РСР.
У 1956—1961 роках — ревізор управління Міністерства фінансів Таджицької РСР.
Член КПРС з 1961 року.
У 1961 році закінчив економічний факультет Таджицького державного університету імені В. І. Леніна.
У 1961—1962 роках — начальник відділу управління Міністерства сільського господарства Таджицької РСР.
У 1962—1965 роках — начальник відділу опорно-показового господарства, заступник голови колгоспу імені Леніна Кумсангірского району Таджицької РСР.
У 1965—1966 роках — начальник Пянджського районного управління сільського господарства Таджицької РСР.
З 1966 року — завідувач відділу Комітету народного контролю Таджицької РСР.
У 1970 році закінчив Вищу партійну школу при ЦК КПРС у Москві.
У 1970—1973 роках — 1-й секретар Калаї-Хумского районного комітету КП Таджикистану.
У 1973—1978 роках — голова виконавчого комітету Горно-Бадахшанської обласної ради депутатів трудящих Таджицької РСР.
У 1978—1983 роках — міністр м'ясної і молочної промисловості Таджицької РСР.
У 1983—1986 роках — 1-й секретар Кулябського обласного комітету КП Таджикистану.
У січні 1986 — грудні 1990 року — голова Ради міністрів Таджицької РСР.
Був першим і єдиним віцепрезидентом Таджикистану з 30 листопада 1990 року по 31 серпня 1991 року. Коли в червні 1991 року в Таджикистані був відновлений посаду глави уряду, став першим прем'єр-міністром Таджикистану (з 25 червня 1991 по 9 січня 1992 року).
З 1994 по 1996 рр. — очолював апарат президента країни. У відставку зі своїх державних постів вийшов під тиском політичних сил, які боролися за владу в роки громадянської війни в Таджикистані.
Помер 25 квітня 2015 року. Похований на кладовищі Лучоб в Душанбе.
Кандидат в члени ЦК КПРС (1986—1990), член ЦК КПРС (1990—1991), депутат Верховної Ради СРСР 11-го скликання, народний депутат СРСР (1989—1991), народний депутат Таджицької РСР (1990—1991).

## Нагороди та відзнаки
- два ордени Трудового Червоного Прапора (10.12.1973; 20.06.1986)
- медалі